# Hertsmere
Hertsmere est un district et une région du gouvernement local dans le Hertfordshire en Angleterre. D'une superficie de 101 km2, son conseil est basé à Borehamwood. D'autres villes se trouvent dans la région incluant  Elstree et Potters Bar.

Peuplée de 237 000 habitants (statistique de 2003), Hertsmere possède une densité de 927 h/km².

## Paroisses civiles
Ce district est entièrement découpé en paroisses, à l'exception des anciens districts urbains de Bushey et Potters Bar.
- Aldenham
- Borehamwood
- Elstree
- Potters Bar
- Ridge
- Shenley
- South Mimms